# Monika Maire-Hefti
Monika Maire-Hefti (* 1. Oktober 1963) ist eine Schweizer Politikerin (SP) und Staatsrätin des Kantons Neuenburg.

## Leben
Monika Hefti wuchs in Pfungen im Kanton Zürich auf. Während ihrer Ausbildung zur Pflegefachfrau ging sie als 17-Jährige nach La Sagne im Kanton Neuenburg und liess sich schliesslich in Les Ponts-de-Martel nieder. Sie heiratete den SP-Politiker Jacques-André Maire und wurde Mutter von drei Kindern.
In der Politik war sie zuerst im Parlament und der Regierung ihrer Wohngemeinde. 2005 bis 2013 war sie im Kantonsrat, den sie 2009/10 präsidierte. 2006 bis 2008 war sie auch Präsidentin der Kantonalsektion der Sozialdemokratischen Partei.
Sie gehört seit dem 19. Mai 2013 dem Regierung des Kantons an. Sie leitet das Departement für Bildung und Familie. 2015/16 war sie die Regierungspräsidentin. 2017 wurde sie wiedergewählt und war 2020/21 erneut Regierungspräsidentin.
Seit 2016 ist Monika Maire-Hefti Präsidentin der Westschweizer Erziehungsdirektorenkonferenz (Conférence intercantonale de l’instruction publique de la Suisse romande et du Tessin [CIIP]) und seit diesem Zeitpunkt Mitglied des EDK-Vorstandes. Seit 2017 ist sie zudem Vize-Präsidentin der gesamtschweizerischen Erziehungsdirektorenkonferenz EDK.
Im November 2020 gab sie ihren Rücktritt bekannt.
Seit Anfang 2023 ist Maire-Hefti Präsidentin von Caritas Schweiz.